# Hanny Aardse
Hanny Aardse  (Den Haag, 9 oktober 1940) is een voormalig Nederlands profvoetballer die onder contract stond bij  ADO.

## Clubcarrière

### ADO Den Haag
Aardse speelde in acht seizoenen 185 wedstrijden voor ADO, waarin hij drie doelpunten wist te scoren. Met ADO speelde hij vier KNVB beker finales (1959, 1963, 1964, 1966), waarvan er niet één werd gewonnen. Nooit heeft er een ADO speler meer bekerfinales gespeeld dan Hanny Aardse.

## Clubs
| seizoen     | club        | land        | competitie  | wed. | goals |
| ----------- | ----------- | ----------- | ----------- | ---- | ----- |
| 1958/59     | A.D.O.      | Nederland   | Eredivisie  | 1    | 0     |
| 1959/60     | A.D.O.      | Nederland   | Eredivisie  | 1    | 0     |
| 1960/61     | A.D.O.      | Nederland   | Eredivisie  | 20   | 1     |
| 1961/62     | A.D.O.      | Nederland   | Eredivisie  | 17   | 0     |
| 1962/63     | A.D.O.      | Nederland   | Eredivisie  | 26   | 0     |
| 1963/64     | A.D.O.      | Nederland   | Eredivisie  | 26   | 0     |
| 1964/65     | A.D.O.      | Nederland   | Eredivisie  | 26   | 0     |
| 1965/66     | A.D.O.      | Nederland   | Eredivisie  | 1    | 0     |
| Club totaal | Club totaal | Club totaal | Club totaal | 118  | 1     |